# Maria Bailey

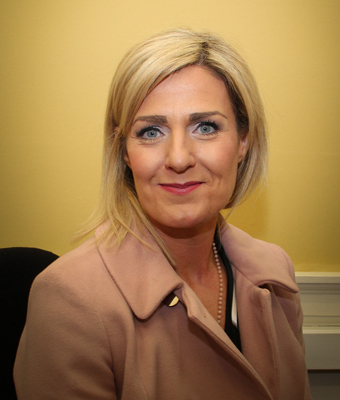
Maria Bailey (2016)

Maria Bailey (* 21. November 1975 in Dalkey, Dublin, Irland) ist eine irische Politikerin der Fine Gael, die von 2016 bis 2020  Abgeordnete im Dáil Éireann war.

## Leben
Nach ihrer Schulausbildung studierte sie am University College Dublin.
2004 wurde sie Mitglied des Dún Laoghaire–Rathdown County Council. 2009 und 2014 wurde sie wiedergewählt. Sie trat bei den Wahlen zum Dáil Éireann 2011 und  2016 für die Fine Gael im Wahlkreis Dún Laoghaire an. Sie erreichte jedoch nicht jeweils die erforderliche Stimmenzahl.
Erst mit der Wahl 2020 konnte sie dann in den Dáil Éireann einziehen. Diesen Sitz konnte sie allerdings 2024 nicht verteidigen. Sie wurde wegen der Schaukel-Affäre (swing-gate) von der Fine Gael nicht mehr aufgestellt.

### Schaukel-Affäre
2015 verletzte sich Bailey, als sie von einer Innenraumschaukel fiel. Sie war der Ansicht, das Hotel hätte eine Einweisung oder Bedienungsanleitung sicherstellen müssen. Ferner hätte es einer Aufsicht bedurft. Später stellte sich heraus, dass sie in einer Hand eine Bierglas und in der anderen Hand eine Weinflasche hielt. Sie klagte darüber, dass sie erhebliche Verletzungen erlitten hatte. Dann wurde bekannt, dass sie drei Wochen nach dem Vorfall bei einem zehn-Kilometer-Lauf unter einer Stunde im Ziel einlief. Daraufhin verzichtete sie auf ihre Schadensersatzforderung. Durch die negative Presse beschloss die Fine Gael 2020, Bailey nicht mehr aufzustellen.

## Privates
Seit 2004 ist sie mit James Ryan verheiratet. Mit ihm hat sie zwei Kinder. Simon Harris ist ihr Cousin.